# Adam Wheeler
Adam Wheeler (Lancaster (California), Estados Unidos, 24 de marzo de 1981) es un deportista estadounidense especialista en lucha grecorromana donde llegó a ser medallista de bronce olímpico en Pekín 2008.

## Carrera deportiva
En los Juegos Olímpicos de 2008 celebrados en Pekín ganó la medalla de bronce en lucha grecorromana de pesos de hasta 96 kg, tras el luchador ruso Aslanbek Khushtov (oro), el alemán Mirko Englich (plata) y empatado con el checo Marek Švec.